# Reseda orientalis
Reseda orientalis är en resedaväxtart som först beskrevs av Muell.-arg., och fick sitt nu gällande namn av Pierre Edmond Boissier. Reseda orientalis ingår i släktet resedor, och familjen resedaväxter. Inga underarter finns listade i Catalogue of Life.